# 김유영 (1869년)
김유영(金裕泳, 1869년 ~ ?)은 일진회 회원이며 일제강점기에는 만주 지역에서 활동했다.

## 생애
본적지는 경성부이며 1905년부터 일진회 회원으로 활동했다. 일진회는 본래 천도교의 한 분파로 시작되었고, 김유영도 천도교 지도자 중 한 명이었다. 1910년에 한일 병합 조약이 체결되어 일진회가 해체될 때 해산분배금으로 150원을 수령하였으며, 일한합방기념탑에도 공로자로 이름이 새겨져 있다.
3·1 운동이 일어난 뒤 천도교 계열의 신흥 종교 제우교(濟愚敎)를 창시하여 초대 대도주에 올랐다. 제우교는 3·1 운동으로 독립을 요구하는 조선인의 목소리가 높아지자 독립에 반대하는 일파가 결성한 것이었다. 김유영은 3·1 운동 직후부터 독립 반대론자로 활동하면서 만주의 독립 찬성론자들에게 경고문을 살포하여 항일 세력의 반감을 사고 있었다.
1920년에 만주 지역에서 만주보민주식회사(滿洲保民株式會社)가 창립될 때 발기인을 맡았고, 만주보민회에는 제우교도들을 이끌고 발기인으로 참가했다. 일종의 밀정 단체인 만주보민회는 남만주를 중심으로 조선인 사회를 통제하는 한편 선전 작업을 수행하고 항일 세력을 무력 탄압하는 역할을 맡았다. 김유영은 만주보민회 창설과 지부 확장을 주도하였다. 1921년 《신한민보》는 일본 제국과 결탁하여 민폐를 끼치고 있는 만주보민회의 수괴로 초대 회장 최정규, 제2대 회장 이인수, 제우교 교주 김유영의 세 사람을 꼽은 바 있다.
1922년부터는 랴오닝성 신빈 현의 싱징에 설치된 만주보민회 지부의 고문을 맡아 활동했다. 1924년에 만주보민회가 해체될 때 해산분배금 750원을 받았다. 만주보민회에 참가해 항일 세력을 탄압한 제우교도들에 대한 항일 세력의 공격이 잇따르면서, 1925년까지 3백 명 이상의 제우교인이 살해되었다. 이에 김유영은 피해 상황을 조사한 뒤 일본 중의원에 이 사실을 호소하면서 철저한 조사와 유족에 대한 보상을 청원했다.

## 사후
- 2007년 대한민국 친일반민족행위진상규명위원회가 발표한 친일반민족행위 195인 명단과 2008년 공개된 민족문제연구소의 친일인명사전 수록예정자 명단에 모두 선정되었다.

## 같이 보기
- 일진회
- 만주보민회
- 제우교

## 참고 문헌
- 친일반민족행위진상규명위원회 (2007년 12월). 〈김유영〉 (PDF). 《2007년도 조사보고서 II - 친일반민족행위결정이유서》. 서울. 2112~2122쪽. 발간등록번호 11-1560010-0000002-10.[깨진 링크(과거 내용 찾기)]